# 28. Sinfonie (Mozart)
Die Sinfonie C-Dur Köchelverzeichnis 200 komponierte Wolfgang Amadeus Mozart 1773 oder 1774 in Salzburg. Nach der Alten Mozart-Ausgabe trägt die Sinfonie die Nummer 28.

## Allgemeines

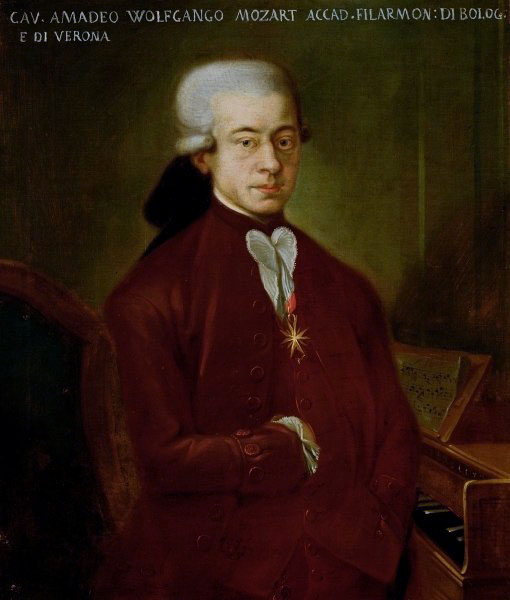
Mozart im Jahr 1777

Zu den Salzburger Sinfonien Köchelverzeichnis (KV) 162–202 allgemein siehe bei KV 162. Die von Mozart auf dem Autograph unleserlich gemachte Datumsangabe konnte auch mit moderner Technik nur teilweise rekonstruiert werden. Während über Monat (November) und Tag (wahrscheinlich 17., möglicherweise auch 12.) Einigkeit besteht, ist die Jahreszahl unklar: V. a. in älterer Literatur, darunter auch der Neuen Mozart-Ausgabe und in Anlehnung daran bei Wolfgang Gersthofer (2007) wird 1773 angenommen (da es vom Stil her zur im Jahr 1773 komponierten Sinfonie KV 201 passe und der November 1774 für die Arbeiten an der Oper La finta giardiniera ausgelastet sei), dagegen gibt Cliff Eisen (1991) „1774 (1773?)“ und Volker Scherliess (2005) „1774 (statt der zunächst gelesenen Jahreszahl 1773)“ an. Wenn letzteres zutrifft, ist die C-Dur – Sinfonie noch nach der D-Dur – Sinfonie KV 202 komponiert und damit die letzte der Salzburger Sinfoniegruppe.
Die Ecksätze und das Andante weisen eine Coda auf. Alfred Einstein (1953) hebt die besondere Bedeutung von KV 200 zusammen mit KV 183 und KV 201 hervor und vergleicht diese „Trias“ mit Mozarts letzten drei Sinfonien. Mozart verwendet in KV 200 sowohl „gelehrte“ als auch „galante“ Formen, z. B. die Imitation am Satzbeginn vom Allegro spiritoso einerseits, den lombardischen Rhythmus im selben Satz und im Andante andererseits.
Trotz der Festlichkeit, die Tonart und Besetzung nahelegen, „überrascht das Werk an vielen Stellen mit kammermusikalisch zurückgenommener Haltung“, was sich v. a. im Kontrast zwischen Streicher- und Bläserklang äußert, z. B. im zweiten Thema des ersten Satzes, im Andante „mit seinen gedämpften Violinen und sparsam eingesetzten Holzbläserfarben“ oder im Trio des Menuetts.

## Zur Musik
Besetzung: zwei Oboen, zwei Hörner, zwei Trompeten, zwei Violinen, Viola, Cello, Kontrabass. In zeitgenössischen Orchestern war es zudem üblich, auch ohne gesonderte Notierung Fagott und Cembalo (sofern im Orchester vorhanden) zur Verstärkung der Bass-Stimme bzw. als Generalbass-Instrument einzusetzen. Eine handgeschriebene (nun verschollene) Kopie, die von Mozart selbst benutzt wurde, enthielt eine Fagottstimme, zudem existierte eine autographe Paukenstimme, die im Oktober 1929 in Berlin verkauft und seitdem ebenfalls verschollen ist. Möglicherweise hat Mozart später in Wien die Sinfonie mit größerem Orchester aufgeführt.
Aufführungszeit: ca. 25 Minuten
Bei den hier benutzten Begriffen der Sonatensatzform ist zu berücksichtigen, dass dieses Schema in der ersten Hälfte des 19. Jahrhunderts entworfen wurde (siehe dort) und von daher nur mit Einschränkungen auf die Sinfonie KV 200 übertragen werden kann. – Die hier vorgenommene Beschreibung und Gliederung der Sätze ist als Vorschlag zu verstehen. Je nach Standpunkt sind auch andere Abgrenzungen und Deutungen möglich.

### Erster Satz: Allegro spiritoso
C-Dur, 3/4-Takt, 173 Takte
Die Audiowiedergabe wird in deinem Browser nicht unterstützt. Du kannst die Audiodatei herunterladen.
Das erste Thema besteht aus zwei kontrastierenden Teilen: auf zwei Takte eines durch „Spannungspausen“ zerlegten C-Dur - Dreiklangs im Forte-Unisono folgen vier piano-Takte in den Violinen mit einer imitatorischen, absteigenden Achtel-Trillerfigur, die für den weiteren Satzaufbau von Bedeutung ist und auch das Hauptmotiv des Presto bildet. Durch den zweitaktigen Vordersatz und den viertaktigen Nachsatz weicht Mozart damit vom sonst üblichen symmetrischen Schema (2 + 2 oder 4 + 4 Takte) ab; dieses Gestaltungsmittel greift er auch im Presto wieder auf. Das Thema wird mit vertauschten Rollen bei den Violinen wiederholt. Es folgt dann eine recht lange Forte-Passage (Takt 13–32) mit aufsteigender Melodielinie, Tremolo und aufstrebender Folge der Trillerfigur.
Im zweiten Thema (Takt 33–47, Dominante G-Dur) mit wiegendem Charakter spielen die Streicher im Dialog mit den Oboen. Das achttaktige Thema wird variiert wiederholt. Die Schlussgruppe bringt weiteres Tremolo, ein Motiv mit Tonrepetition und Chromatik, eine Vorschlagsfloskel und am Ende einen Unisono-Achtellauf im Staccato. Die Exposition wird wiederholt.
Die Durchführung beginnt unerwarteterweise nicht in der Dominante G-Dur, sondern mit Akkordschlägen über dem Trillermotiv wiederum in der Tonika C-Dur, allerdings mit zur Subdominante F-Dur weisender Septime, und moduliert dann auch rasch in diese Tonart. Das Trillermotiv wird nun in einer tänzerischen Piano-Passage mit klopfender Tonrepetition kombiniert und führt ab Takt 83 mit lombardischen Rhythmus in G-Dur zurück zur Reprise (Takt 91). Diese ist ähnlich der Exposition strukturiert. Zum Schluss tritt jedoch der zerlegte Dreiklang vom Satzbeginn nochmals auf. Die dazugehörige Trillerfigur vom Nachsatz des ersten Themas reicht Mozart jedoch erst nach Wiederholung von Durchführung und Reprise in einer Coda nach.

### Zweiter Satz: Andante
F-Dur, 2/4-Takt, 91 Takte, Trompeten und Pauken schweigen
Die Audiowiedergabe wird in deinem Browser nicht unterstützt. Du kannst die Audiodatei herunterladen.
Die Streicher eröffnen den Satz (stimmführende Violinen mit Dämpfer) als sanglichee, etwas melancholisch-getragene Melodie in weitem Bogen, die neben Tonrepetition auch das Trillermotiv vom Allegro enthält. Bevor das Thema mit veränderter Fortspinnung wiederholt wird, folgt – quasi als Schlusswendung – eine fallende, etwas leierartige Figur des ganzen Orchesters im Forte („Leier-Motiv“), die mit einem gebrochenen F-Dur – Dreiklang am Ende die Tonika F-Dur bekräftigt. Die Fortspinnung des Themas führt dann zur Dominante C-Dur, in der auch das zweite Thema steht. Dieses (ab Takt 21) ist im Vordersatz durch ein imitatorisch gespieltes Trillermotiv, im Nachsatz durch punktierte Rhythmen (lombardischer Rhythmus) geprägt. Ebenso wie das erste Thema wird es von dem nun schlussgruppenartigen Leier-Motiv beendet, die sich dann jedoch wieder aufschwingt, um zur Anfang der Exposition bzw. in die Durchführung überzuleiten.
Die Durchführung beginnt als gehaltener Akkord der Bläser auf A, der dominantisch zum folgenden d-Moll – Eintritt des Leiermotivs wirkt. Dieses wird nun im Wechsel von piano und forte nach B-Dur und g-Moll geführt, bevor es wieder nach F-Dur zurückkehrt. Die Reprise (ab Takt 48) ist ähnlich der Exposition strukturiert. Mozart beendet den Satz mit einer Coda, die neben dem Trillermotiv eine abschließende, chromatische Wendung enthält.
Alfred Einstein (1953) meint, dass „der langsame Satz, in seiner Getragenheit, (…) bereits auf dem Wege zum Adagio“ sei.

### Dritter Satz: Menuetto. Allegretto
C-Dur, 3/4-Takt, 42 + 20 Takte
Die Audiowiedergabe wird in deinem Browser nicht unterstützt. Du kannst die Audiodatei herunterladen.
Im ersten Teil des Menuetts werden zwei kontrastierende Teile vorgestellt: zunächst ein kräftiges Forte des ganzen Orchesters mit fallender Melodielinie und etwas Chromatik, auf das nach einem Echo im Horn eine Streicherpassage im Piano mit zwei auftaktigen Motiven folgt. Der zweite Teil beginnt in der Tonika C-Dur (obwohl der erste Teil in G-Dur geschlossen hatte; ähnlich zu Beginn der Durchführung vom ersten Satz, ebenso im Presto) zunächst identisch wie der erste Teil, spinnt das Material dann aber anders fort. Beim Aufgreifen des ersten Teils (ab Takt 25) wird Motiv 1 der Streicherpassage variiert und Motiv 2 als abschließende Wendung eine Oktave höher im Forte des ganzen Orchesters wiederholt.
Das Trio (F-Dur, nur Streicher) mit kammermusikalischem Charakter beginnt im imitatorischen Achtelmotiv der Violinen, das in eine an Motiv 2 vom Menuett erinnernde Vorschlags-Floskel übergeht. Der zweite Teil bringt zunächst eine kontrastierende, chromatische unisono-Passage im Forte, ehe die Schlusswendung des ersten Teils aufgegriffen und ausgebaut wird.
Die Audiowiedergabe wird in deinem Browser nicht unterstützt. Du kannst die Audiodatei herunterladen.

### Vierter Satz: Presto
C-Dur, 2/2-Takt (alla breve), 190 Takte
Die Audiowiedergabe wird in deinem Browser nicht unterstützt. Du kannst die Audiodatei herunterladen.
Der virtuose Satz wird von den beiden Violinen in konzertantem Spiel eröffnet, wobei die stimmführende 1. Violine eine dreitaktige, absteigende Folge des Trillermotivs vom Allegro spielt, während die 2. Violine in durchgehender, fließender Achtelbewegung begleitet (so auch überwiegend im übrigen Satz). Diesen drei Takten mit absteigender Linie steht ein Takt mit vier aufsteigenden Staccato-Vierteln gegenüber, so dass ein „konventionelles“ viertaktiges Thema entsteht. Die dreitaktige Trillerpassage wird wiederholt, nun jedoch gefolgt von einem signalhaften Quartmotiv im Forte-Tutti, das mit seinen zwei Takten das Thema auf „asymmetrische“ fünf Takte erweitert. Der ganze Abschnitt wird wiederholt (Takt 11–18) und führt dann in die eine Passage, die die durchgehende Achtelbewegung der 2. Violine aufgreift und u. a. mit virtuosen Läufen die Dominante G-Dur etabliert.
Nach kurzer Generalpause setzt in Takt 33 das zweite Thema ein. Es zeigt – im Gegensatz zum ersten Thema – einen symmetrischen Aufbau und ist durch seine einprägsame, sangliche Melodie gekennzeichnet. Im Nachsatz treten die Bläser mit ausgehaltenen Akkorden begleitend hinzu. Die Schlussgruppe (Takt 48–71) wiederholt ein Akzent – Motiv echohaft im Piano, greift das Quart-Motiv auf (Takt 60 ff.) und beendet die Exposition mit einem sich aufschraubenden Tonrepetitions-Motiv (erneut mit Akzenten), das nach Wiederholung der Exposition nahtlos in die Durchführung übergeht.
Diese beginnt (wie auch im ersten und dritten Satz) unerwarteterweise wiederum in der Tonika C-Dur mit dem ersten Thema, dass dann nach F-Dur, d-Moll und G-Dur geführt wird. Mit dem Quart-Motiv wechselt Mozart ab Takt 90 über G-Dur nach C-Dur, erreicht mit dem Akzent-Motiv F-Dur (Takt 99 ff.) und leitet mit dem Trillermotiv in G-Dur – gespielt von der Oboe – zur Reprise zurück.
Die Reprise (Takt 106 ff.) ist zunächst ähnlich der Exposition strukturiert, allerdings wird das erste Thema nicht wiederholt. In der Coda stellt Mozart zunächst nochmals die Trillerfolge vom ersten Thema vor – zuerst wie am Anfang in den Violinen, dann im Tutti. Anschließend verselbständigt sich die vorher insbesondere von der 2. Violine gespielte, fließende Achtelbewegung in einem gewaltigen Crescendo mit versetztem Einsatz der Instrumente sowie einer sich verengenden Folge von Vier-, Drei- und Zweitaktgruppen, die den Satz mit dem Quart-Motiv im Fortissimo beendet.

„Das Finale endlich ist ein Markstein in Mozarts Entwicklung: er hätte dies Presto, mit seinem Dialog zwischen Soli (die zwei Violinen) und Tutti, mit seinem tollen Orchestercrescendo am Schluss, noch als Ouvertüre für seine „Entführung“ brauchen können, wäre die Erfindung nicht allzu italienisch buffonesk.“